# أوك هيل
أوك هيل (بالإنجليزية: Oak Hill) هي مدينة أمريكية تقع في ولاية ألاباما.تبلغ مساحة هذه المدينة 10 (كم²)،ويبلغ عدد سكانها 37 نسمة حسب إحصاء سنة 2010 م.تشير الإحصاءات بأن الكثافة السكانية في هذه المدينة تقدر بـ(25.5) نسمة/كم2.